# 1995 na rádio
Nesta página encontrará referências aos acontecimentos directamente relacionados com a rádio ocorridos durante o ano de 1995.

## Eventos

### Emissoras de rádio fundadas no Brasil
- Bahia FM Sul
- CBN Curitiba
- CBN Londrina
- Mix FM
- 99.3 FM (Brasília)
- Rádio Imaculada Conceição
- Rádio Transamérica Belo Horizonte
- Super Rádio Brasília
- Unisinos FM

### Emissoras de rádio extintas no Brasil
- X FM
- Rádio Independência

## Nascimentos
| Data | Nome | Profissão | Nacionalidade | Observações | Ref |
| ---- | ---- | --------- | ------------- | ----------- | --- |

## Mortes
| Data          | Nome           | Profissão                                  | Nacionalidade | Observações | Ref |
| ------------- | -------------- | ------------------------------------------ | ------------- | ----------- | --- |
| 17 de julho   | Ivani Ribeiro  | autora de novelas, radialista e dramaturga | Brasil        | n. 1916     |     |
| 4 de setembro | Paulo Gracindo | ator                                       | Brasil        | n. 1911     |     |